# 1810 en France
Chronologie de la France
- 1806
- 1807
- 1808
- 1809
- 1810
- 1811
- 1812
- 1813
- 1814

Cette page concerne l'année 1810 du calendrier grégorien.

## Événements
- 30 janvier : Nicolas Appert reçoit du ministre de l'Intérieur, le Comte de Montalivet un prix de 12 000 francs pour son procédé de conservation des aliments ; en juin, il publie le Livre de tous les ménages ou l'art de conserver pendant plusieurs années toutes les substances animales ou végétales[1].
- 5 février : décret-loi contenant règlement sur l'imprimerie et la librairie. La censure est rétablie[2].
- 12 - 22 février : publication du Code pénal[3]. Réapparition des délits de vagabondage et de mendicité[4], renforcement de l’autorité maritale (peine de prison pour l’adultère féminin, peine d’amende pour l’adultère masculin)[5], la liberté d’association est subordonnée à l’autorisation du gouvernement, la coalition ouvrière devient un délit[6]. La décriminalisation de l'homosexualité est confirmée par rapport au Code pénal de 1791[7]. Le viol devient un crime passible de prison[8].
- 17 février : sénatus-consulte relatif à la réunion des États pontificaux à l'Empire[9].
- 3 mars : décret établissant huit prisons d'État[10] et rétablissant l’autorisation donnée aux autorités administratives de faire arrêter et détenir les personnes coupables « d’atteinte à la sûreté de l’État, de complot » qu’il n’est pas « convenable […] de faire traduire devant les tribunaux ou de faire mettre en liberté ». Il attribue au conseil privé le pouvoir d'ordonner l'arrestation et la détention par mesure de haute police et sans jugement des hommes dangereux[11].
- 25 mars : amnistie accordée par décret impérial aux déserteurs, réfractaires et retardataires, promulguée à l'occasion du mariage de l'empereur[12]. Le nombre de réfractaires à la conscription augmente à partir de 1809. Ils forment des bandes résistant à la gendarmerie avec l’appui de la population[3].

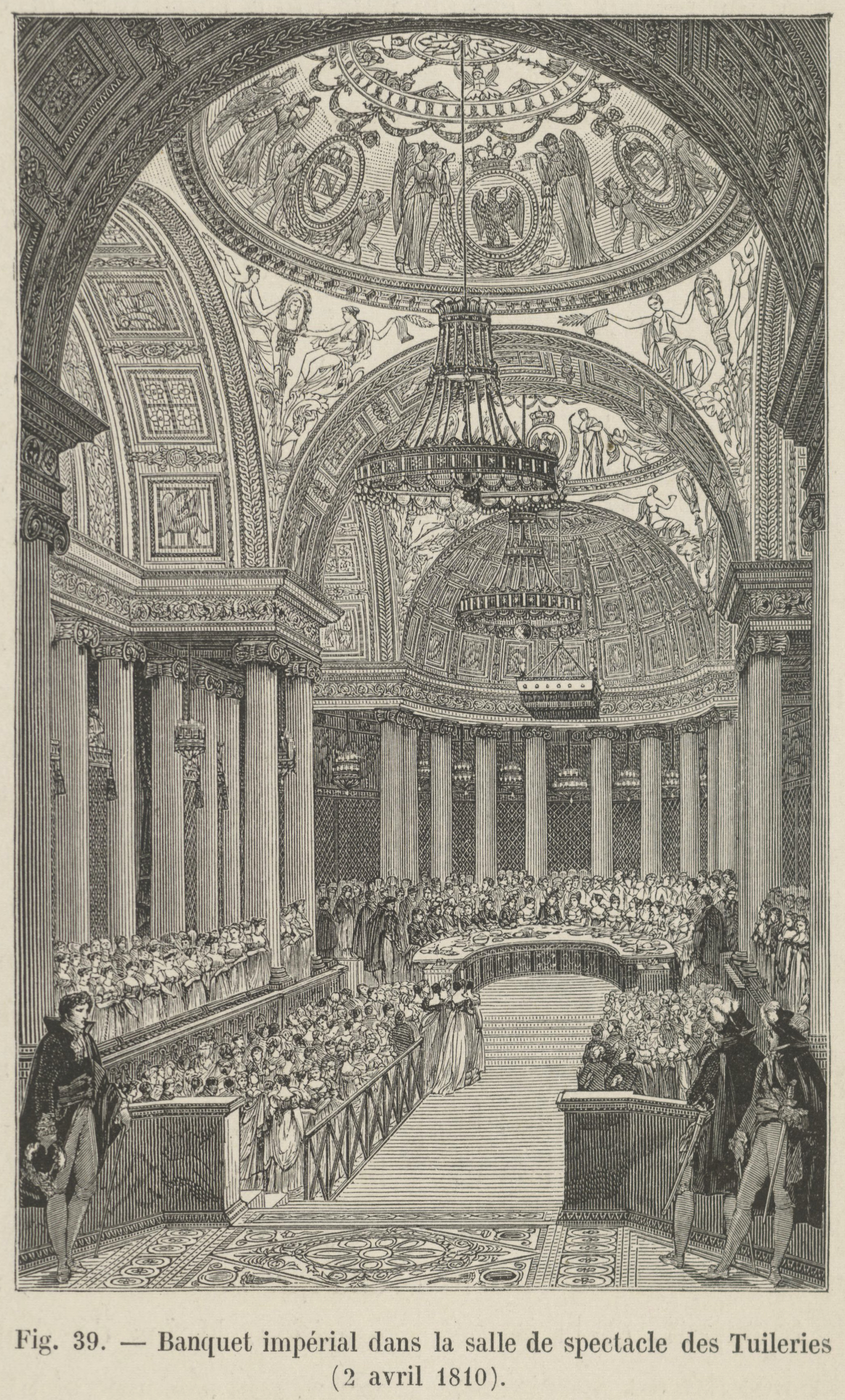
Banquet impérial dans la salle de spectacle des Tuileries, 2 avril 1810.

- 2 avril : mariage de Napoléon Bonaparte avec Marie-Louise d'Autriche, fille de l'empereur François Ier d'Autriche[13].
- 3 juin : nouvelle disgrâce de Joseph Fouché. Il est nommé au gouvernement de Rome et Savary le remplace au ministère de la Police[14].
- 7 juin : un décret institue auprès du ministre de l'Intérieur un conseil général des fabriques et manufactures composé de soixante membres nommés par l'empereur sur proposition du ministre[15].
- 19 juin : création de la société, Peugeot frères & Cie.[16].

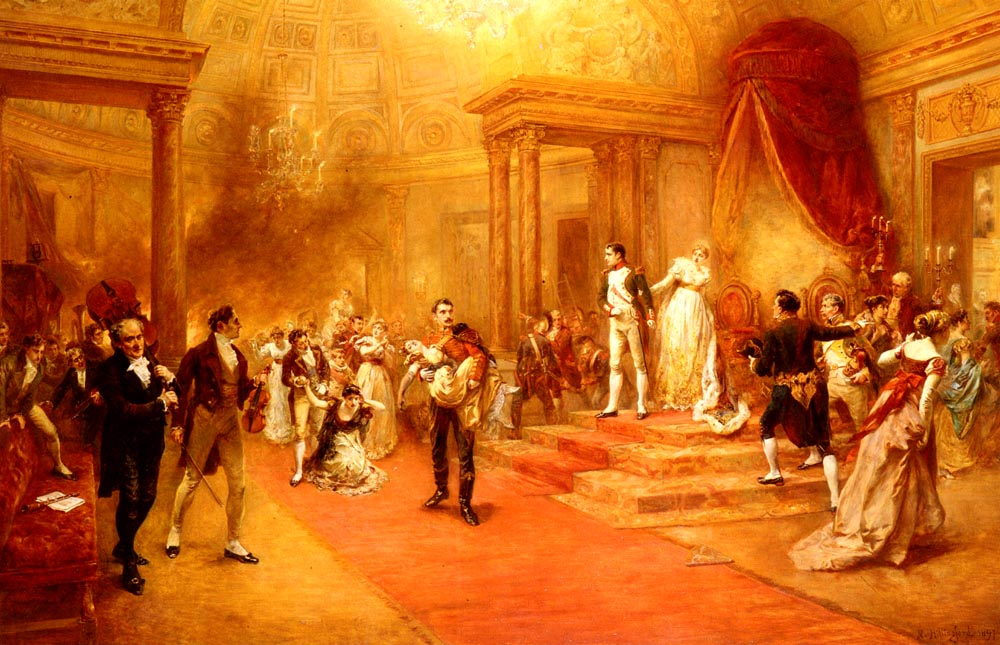
Incendie de l'ambassade d'Autriche à Paris, Robert Alexander Hillingford.

- Nuit du 1er au 2 juillet : Incendie de l'ambassade d'Autriche à Paris, au cours d'un grand bal donné par le prince de Schwarzenberg, ambassadeur d'Autriche en France, pour célébrer le mariage de l'Empereur[17].
- 3 juillet : par le décret de Saint-Cloud, Napoléon autorise les commerçants français à demander au gouvernement des licences pour pouvoir exporter vers le Royaume-Uni des céréales, du vin et des eaux-de-vie[18].
- 9 juillet : annexion du royaume de Hollande à l'Empire français à la suite de l’abdication de Louis Bonaparte le 1er juillet[19].
- 3 août : autorisation de la publication d’un seul journal par département et de quatre journaux à Paris (lois du 3 août 1810 et du 21 février 1811)[3].
- 4 août : statuts des Frères des Écoles chrétiennes[20] ; les congrégations enseignantes sont autorisées à reprendre leurs activités. L’enseignement primaire est laissé aux Frères des Écoles chrétiennes ou à l’initiative privée.
- 5 août : décret et tarifs de Trianon. Napoléon hausse considérablement les droits de douane[21].

- 15 août :

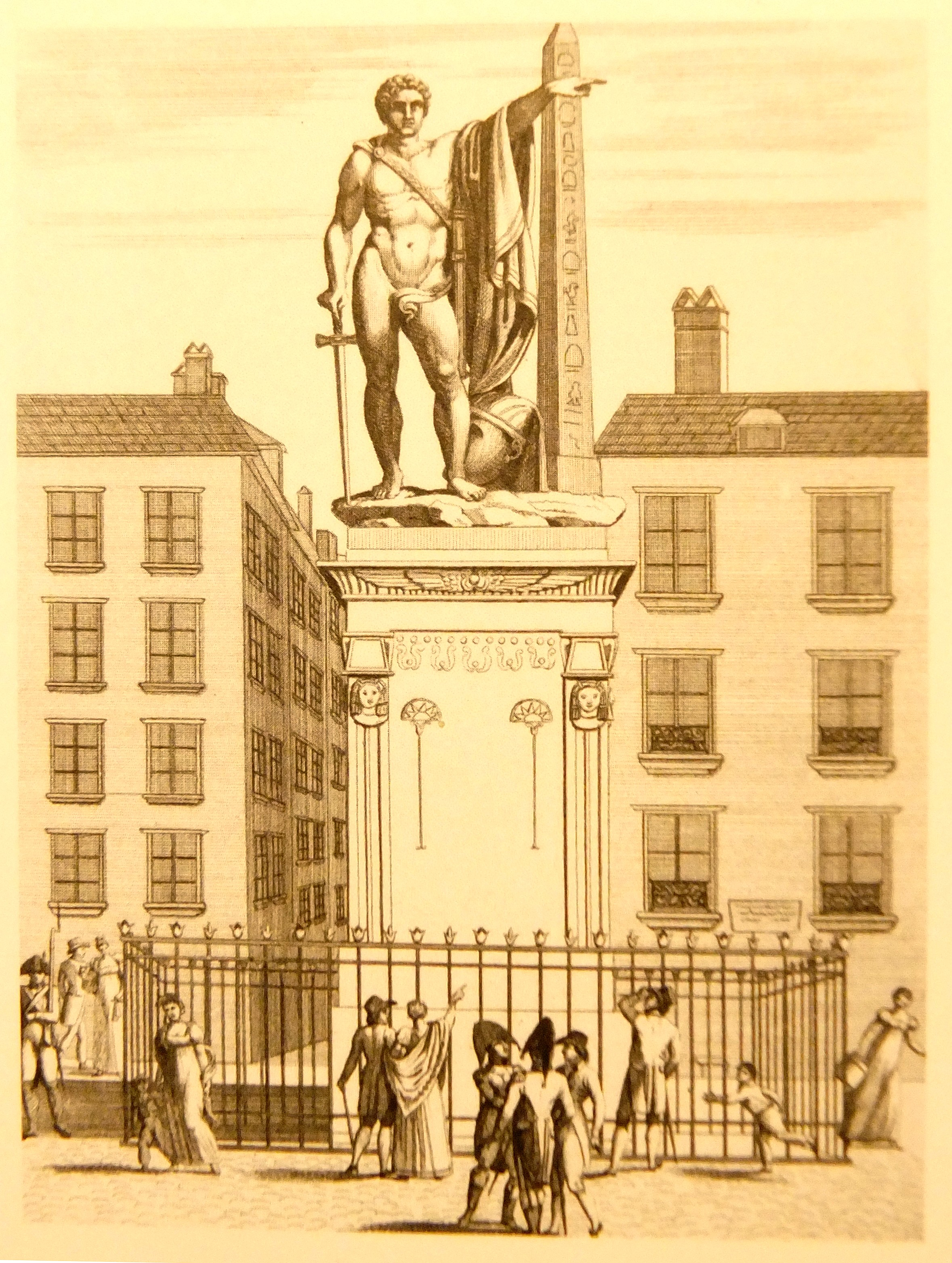
Statue du général Desaix de Claude Dejoux, érigée sur la place des Victoires à Paris en 1810. Bronze et éléments antiques égyptiens originaux. Refondue en 1814. Eau-forte anonyme conservée au Cabinet des estampes du musée Carnavalet.

  - inauguration de la colonne Vendôme[15].
  - inauguration place des Victoires d’une statue colossale à la mémoire du général Desaix réalisée par le sculpteur Dejoux ; sa nudité crée une polémique et la statue est cachée derrière une palissade de bois au bout d'un mois, puis définitivement retirée de la place en 1814[22].
- 19 septembre : un petit tsunami touche le port de Boulogne-sur-Mer[23] (évalué à une intensité[24] de 3.0 par le BRGM).
- 24 septembre : saisie des épreuves de De l'Allemagne de Madame de Staël qui part en exil[15].
- 19 octobre : le décret de Fontainebleau renforce les peines prononcées contre les contrebandiers[21].
- 24 octobre : création par arrêté préfectoral de la première École normale primaire de France à Strasbourg par le préfet Adrien de Lezay-Marnésia[25]. Elle ouvre ses portes le 15 novembre sous le nom de « classe normale des instituteurs du Bas-Rhin » au lycée de Strasbourg.
- 12 novembre : décret impérial portant réunion du Valais à l'empire français. Le 26 décembre, il forme le département du Simplon, pour assurer la liberté des liaisons entre la France et l’Italie[26].
- 3 décembre : capitulation de l'île de France ; la France perd l'île Maurice au bénéfice du Royaume-Uni[27].

- 13 décembre :

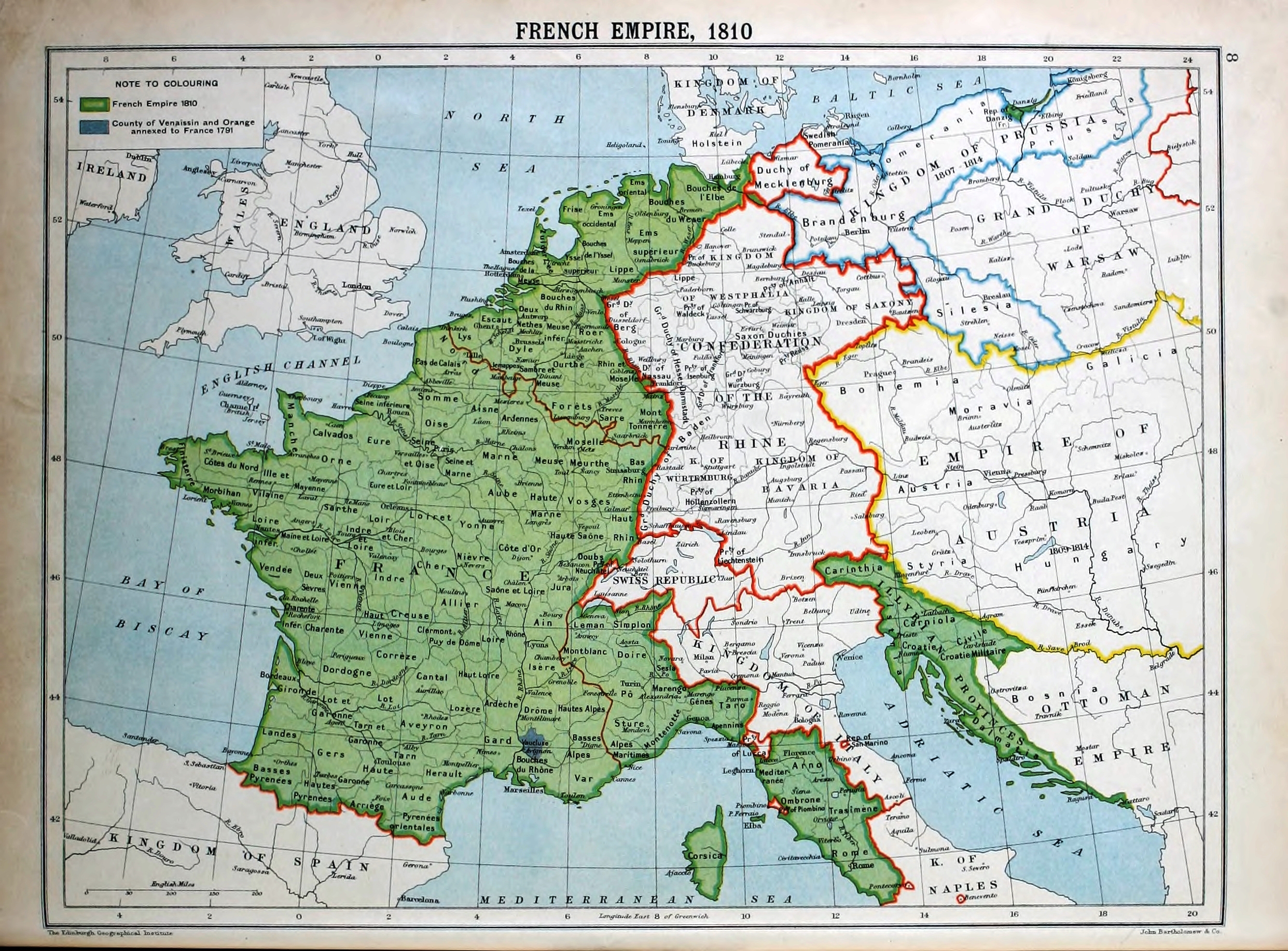
l’Empire compte 130 départements.

  - sénatus-consulte réunissant à l’empire français la Hollande, les villes hanséatiques, le Lauenbourg et les côtes allemandes de la mer du Nord[28].
  - sénatus-consultes de mobilisation de 120 000 hommes pris sur la conscription de 1811 et pour la marine de 40 000 hommes sur les classes de 1813 à 1816[29].
- 14 décembre : décret qui rétablit l'Ordre des Avocats (« le Barreau »)[30].
- Création par Ferdinand de Bertier de Sauvigny de l’Ordre des Chevaliers de la Foi, société secrète royaliste, dissoute en 1826[31].